# Henri Lehon
Henri Lehon (Ville-Pommerœul, 21 januari 1809 – San Remo, 31 januari 1872) was een Belgisch marineschilder, natuurkundige en militair.

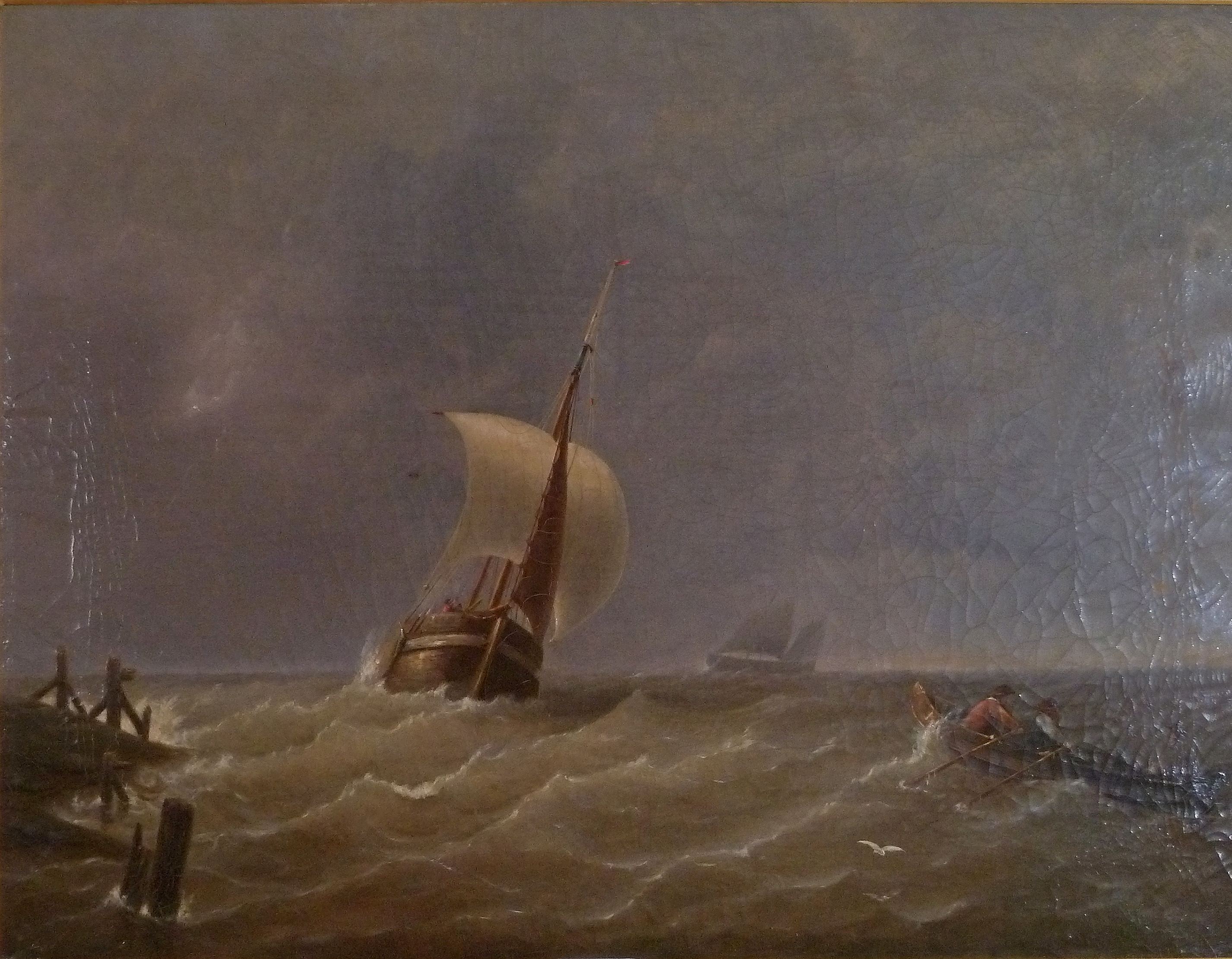
Marine bij stormweer (privébezit)

## Persoonsgegevens
Hij werd geboren als Henri Sébastien Lehon te Ville-Pommeroeul in Henegouwen op 21 januari 1809, als zoon van Jacques-Joseph Lehon, notaris, en Marie-Claire Boucher. Lehon huwde een eerste maal in 1849 met N. Berlot († 1856). Hij huwde een tweede maal met Clémence-Marie van Brussel. Hij had een zoon.
Lehon woonde achtereenvolgens in de Goudstraat 21 te Brussel (ca. 1833), te Oostende (1834), in de Magdalenastraat 16 te Brussel (1836), in de Wildewoudstraat 5 te Brussel (1839-1852) en in de Handelsstraat 17, later 53 (van 1852 af) te Brussel. Hij verbleef in zijn latere levensjaren veel in Italië.

## Levensloop
Henri Lehon heeft noch aan een universiteit, noch aan een militaire school, noch aan een kunstacademie gestudeerd. Hij liep lagere school in zijn geboorteplaats en voltooide, privé, zijn educatie te Brussel. Hij liet zich fel opmerken tijdens de Belgische Omwenteling van 1830, net als die andere kunstenaars, de gebroeders Eugène Verboeckhoven en Charles-Louis Verboeckhoven.
Daarna doorliep Lehon een militaire carrière: onderluitenant bij het Zesde-Linieregiment (1830), luitenant (1831), kapitein 2de klasse (1836), kapitein 1ste klasse (1845). Hij werd op rust gesteld in 1864 als eremajoor. Sedert 1837 was Lehon ook tekenleraar aan de Militaire School te Brussel.
Daarenboven was Lehon een man met een grote belangstelling voor de natuurwetenschappen; hij gaf enkele boeken over deze materie uit en legde tijdens campagnes een rijk gestoffeerde verzameling fossielen en andere natuurkundige realia aan. Een deel van die collecties kwam terecht in het Museum van de Leuvense Universiteit, een ander deel in het Koninklijk Natuurkundig Museum te Brussel. Het resultaat van zijn eigen natuurkundige onderzoekingen en zijn compilatiewerk legde Lehon neer in publicaties waarvan de volgende titels de belangrijkste zijn: “Manuel d’astronomie, de météorologie et de géologie à l’usage des gens du monde” (1844); “Recherches sur les crinoïdes du terrain carbonifère de la Belgique” (1854); “L’homme fossile en Europe. Son Industrie, ses Moeurs, ses Oeuvres d’Art" (1867) Een volledig overzicht van zijn publicaties is te vinden in de publicatie van P.J. Van Beneden.
Als geoloog was Lehon lid van de Société Géologique de France, corresponderend lid van het Keizerlijk Geologisch Instituut te Wenen, de Italiaanse Natuurkundige Vereniging te Milaan en de Société des Sciences, des Arts et des Lettres de Hainaut. Henri Lehon had een indrukwekkende geologische en paleontologische collectie aangelegd, waaraan zelfs de Britse geoloog Charles Lyell een bezoek bracht.
Hij werd onderscheiden met de Leopoldsorde, het IJzerkruis en het Herinneringskruis.

## Marineschilder
Lehon die van nature zeer artistiek begaafd was, combineerde zijn militaire beroepsbezigheden en zijn natuurkundige activiteiten dan nog met een semi-professionele kunstenaarsloopbaan. Van meet af aan ging zijn belangstelling ook uit naar marines en landschappen, die hij op een subtiele manier weergaf. Zijn debuut als kunstschilder was wellicht zijn deelneming aan het Brusselse Salon van 1833 met vier marines die in pastel uitgevoerd waren.
Het volgende jaar verbleef hij als onderluitenant bij het Zesde-Linieregiment in het Garnizoen van Oostende. Daar ontmoette hij de beroemde Franse marineschilder Alexandre Francia, die hem enkele schilderlessen gaf. In het Antwerpse Salon van 1834 toonde Lehon twee recente schilderijen, “Storm- Brik gestrand op de Goodwinbank” en “Vissers op de kaai”. In het Driejaarlijkse Salon van 1836 te Brussel exposeerde Lehon twee aquarellen “Stormachtige zee” en “Brik voor de kust” en een olieverf “Schipbreuk nabij Fort-Rouge voor Calais”; in het Salon van 1839 kon het publiek onder meer zijn “Schipbreuk van de George King voor Boulogne op 31 maart 1836” bewonderen. In laatstgenoemd schilderij had kunstschilder Louis Huard (? - Londen, 1842) de stoffage uitgevoerd. Lehon en Huard werkten wel meer samen aan één schilderij, onder meer aan het werk “Normandische vissers ontmoeten drenkelingen op zee tijdens een storm”, dat samen met een “Luchtspiegelingseffect nabij Oostende” en een “Zonsondergang op zee” in het Salon van 1840 te Antwerpen werd getoond.
Een blijk van officiële waardering ondervond Lehon toen in 1842 koning Leopold I zijn romantische “Schipbreuk op de Oceaan” (met stoffage van Huard) aankocht. Het schilderij was te zien in het Brusselse Salon van 1842, samen met een “Einde van de windvlaag” en “Het strand te Oostende met het wrak, de City of Edinburgh”. Dat jaar werd Lehon te Brussel ook nog met een gouden eremedaille onderscheiden. Lehon nam nog tot in de jaren zestig geregeld deel aan de voorname Belgische kunstsalons. Met zijn verzorgde en knap geschilderde marines in romantische stijl à la Gudin en à la Francia bleef hij toch steeds een tweederangsfiguur in het al te kleine wereldje der Belgische 19de-eeuwse marineschilders. Zijn motieven vond Lehon te Oostende, Hastings, Portsmouth, Ambleteuse, Arromanches, Audricelles, Wimereux, Boulogne en elders. Ook schipbreuktaferelen komen geregeld terug.
Eén keer was hij in de Tentoonstellingen van Levende Meesters in Nederland : in die van 1853 in Den Haag met “Storm op zee en “Strand te Oostende bij laag water”.

## Lid van de “Société Royale Belge des Aquarellistes”
Op 11 juni 1856 werd te Brussel de “Société Royale Belge des Aquarellistes” gesticht onder het voorzitterschap van Jean-Baptiste Madou. Lehon was stichtend lid. Andere leden-stichters waren Charles Billoin, François Bossuet, François Charette, Paul-Jean-Clays, Jean-Jacques Eeckhout, Victor Eeckhout, Théodore Fourmois, Alexandre Francia, Paul Lauters, Willem Roelofs, Gustave Simonau, Edwin Toovey, Edmond Tschaggeny en Felix Stappaerts. Het was een vereniging die in de geest van de Britse “Watercolour Society” (gesticht 1804) wilde werken.
Ze hielden jaarlijkse tentoonstellingen die nogal wat van locatie verhuisden : Hotel d’Assche (Paleizenplein), Hotel Arconati-Visconti (Koningsplein), Hertogenpaleis (nu Paleis der Academiën), vanaf 1880 het nieuwe Paleis voor Schone Kunsten (nu K.M.S.K. Van België; Regentschapstraat) en vanaf 1890 in het Museum voor Moderne Kunst (Museumplein). Madou werd als voorzitter opgevolgd door Joseph Schubert (1876-1879), Charles Ligny (1879-1890), Albert Devriendt (1890-1900), Henry Stacquet (1901-1907) en Henri Cassiers (1907-1938).
Van Lehon kent men ook de “Carte des Polders et des Forts des deux rives de l’Escaut”.

## Musea
Lehon is als marineschilder zeer slecht vertegenwoordigd in de Belgische openbare verzamelingen. Een aquarel uit 1835 wordt bewaard in het Koninklijk Prentenkabinet te Brussel, een ander in de Koninklijke Musea voor Schone Kunsten van België te Brussel. Verder bevindt er zich ook werk in het Museum in Bergen (Mons).
- Bibliothèque nationale de France: cb135938634 (data)
- Biografisch Portaal: 23951720
- Catàleg d'autoritats de noms i títols de Catalunya: 981058511423306706
- Gemeinsame Normdatei: 1019053445
- International Standard Name Identifier: 0000 0001 2099 5648
- Nationale Bibliotheek van Tsjechië: xx0321682
- Nederlandse Thesaurus van Auteursnamen: 128179228
- RKD-Nederlands Instituut voor Kunstgeschiedenis: 48539
- Système universitaire de documentation: 050728318
- Union List of Artist Names: 500112544
- Virtual International Authority File: 19849177
- WorldCat: E39PBJhRJrcXpXq7PxMhWMpF8C